# فهرست جایزه‌های سکوت (فیلم ۲۰۱۶)

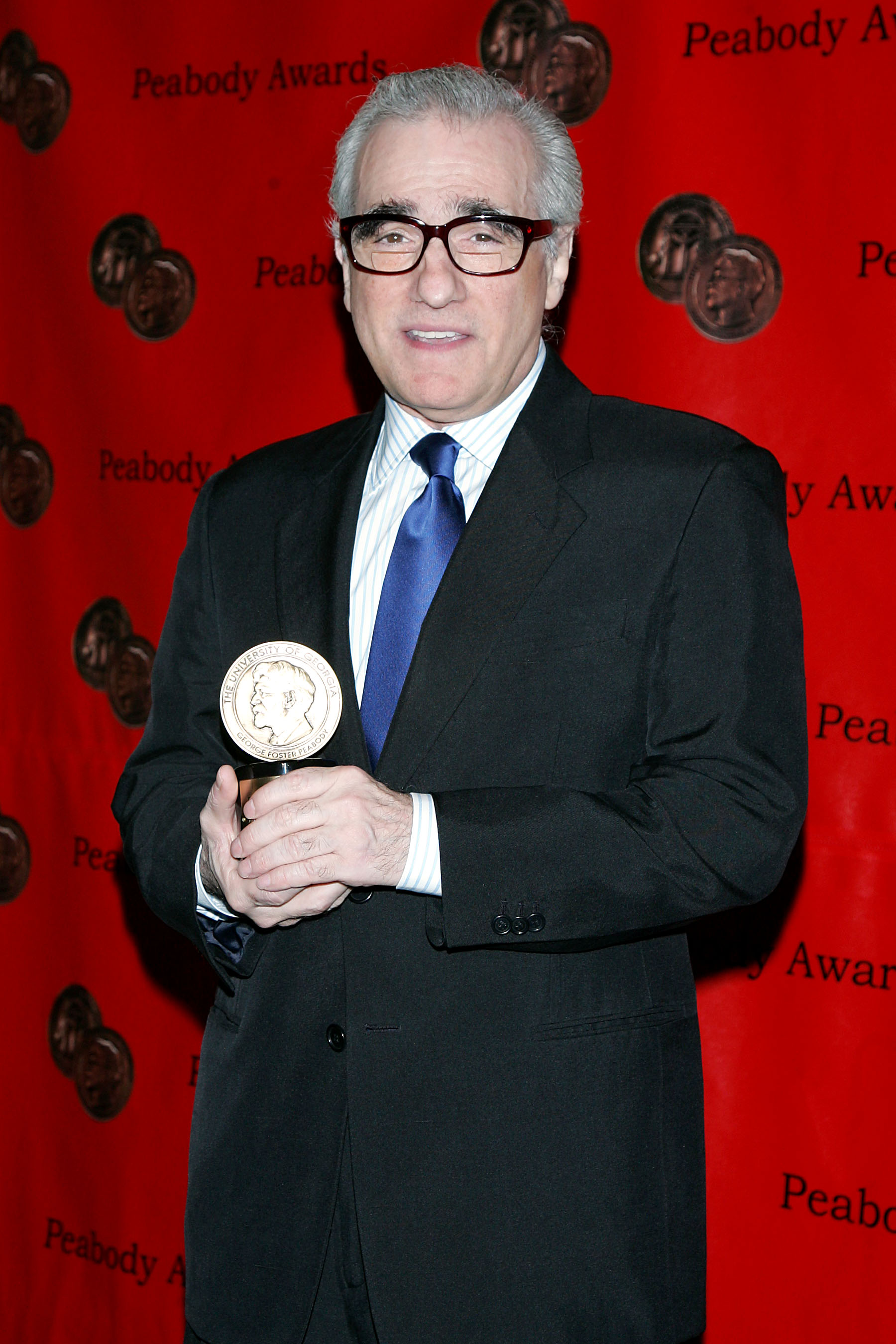

فهرست جوایز دریافت شده توسط سکوت (فیلم ۲۰۱۶) (انگلیسی: List of accolades received by Silence) یک فیلم درام تاریخی دوره‌ای محصول سال ۲۰۱۶ به کارگردانی مارتین اسکورسیزی و نویسندگی جی کاکس و اسکورسیزی است که بر اساس رمانی به همین نام سکوت (رمان) توسط شوساکو اندو در سال ۱۹۶۶ نوشته شده‌است. بخشی از این فیلم در استان ناگاساکی ژاپن و فیلمبرداری کامل آن در تایوان در اطراف تایپه انجام شده‌است. در این فیلم بازیگرانی چون اندرو گارفیلد، آدام درایور، لیام نیسون، تادانابو آسانو، و کیران هایندز به ایفای نقش می‌پردازند. خلاصه داستان دربارهٔ دو کشیش یسوعی قرن هفدهمی وابسته به انجمن عیسی است که از پرتغال به ژاپن سفر می‌کنند تا مربی گمشده خود، کریشتاوائو فیریرا را پیدا کنند و مسیحیت کاتولیک را گسترش دهند. داستان در زمان کاکوره کیریشیتان (مسیحیان پنهان) و به دنبال سرکوب شورش شیمابارا (۱۶۳۷–۱۶۳۸) کاتولیک‌های رومی ژاپن علیه شوگون‌سالاری توکوگاوا می‌گذرد.
این فیلم یک پروژه همراه با شور و اشتیاق طولانی مدت برای اسکورسیزی بود که او بیش از ۲۵ سال آن را توسعه داد، فیلم در ۲۹ نوامبر ۲۰۱۶ در مؤسسه شرقی پاپی در رم نمایش داده شد، و در ۲۳ دسامبر ۲۰۱۶ در ایالات متحده اکران شد. انستیتوی فیلم آمریکایی و هیئت ملی بازبینی فیلم هر دو سکوت را به عنوان یکی از ده فیلم برتر سال انتخاب کردند. این فیلم همچنین در هشتاد و نهمین دوره جوایز اسکار نامزد جوایز اسکار و جایزه اسکار بهترین فیلمبرداری شد.
سکوت آخرین سه‌گانه حماسی اسکورسیزی دربارهٔ شخصیت‌های مذهبی است که با چالش‌های ایمانی دست و پنجه نرم می‌کنند، پس از آخرین وسوسه مسیح (فیلم) (۱۹۸۸) و کوندان (۱۹۹۷).

## در فهرست ده فیلم برتر سال
«سکوت» در فهرست ده‌ها فهرست برتر منتقدان آمریکایی در سال ۲۰۱۶ قرار گرفت.
- نخست – جاستین چنگ، لس آنجلس تایمز
- نخست – رنه رود ریجنز، میامی هرالد
- دومین – جاشوا روثکویف، تایم اوت
- دومین – گلن کنی، راجرابرت.کام
- سومین – مارک اولسن، لس آنجلس تایمز
- چهارمین – بن کالینینگراد، راجرابرت.کام
- چهارمین – ویلیام بیبیانی، مانداتوری
- پنجمین – پیتر ترورز، رولینگ استون
- پنجمین – کی. اوستین کولینز، رینگر
- پنجمین – استفانی زاکارک، تایم
- پنجمین – برایان تالریکو، راجرابرت.کام
- پنجمین – بیلگه ابیری, هفته‌نامه لس آنجلس
- ششمین – کیت ریفه، ای. وی. کلاب
- هفتمین – کیت پیپز، آپروکس
- هشتمین – جفری ام. آندرسون، سانفرانسیسکو اگزمینر
- هشتمین – آلیسا ویلکینسون، واکس (وبگاه)
- هشتمین – ویتنی سیبولد، مانداتوری
- نهمین – تاد مک‌کارتی، هالیوود ریپورتر
- نهمین – ایگناتی ویشنوتسکی, ای. وی. کلاب
- دهمین – پیتر سوبچینسکی، راجرابرت.کام
- ۱۰ فیلم برتر (لیست الفبایی، بدون رتبه عددی) – والتر آدیگو، سان فرانسیسکو کرونیکل
- ۱۰ فیلم برتر (لیست الفبایی، بدون رتبه عددی) – استیون ویتی، استار لدگر

## تحسین‌ها
علاوه بر جوایز رقابتی که فیلم برای آنها تحسین‌برانگیز شد، انستیتوی فیلم آمریکا و هیئت ملی بازبینی فیلم هر دو «سکوت» را به عنوان یکی از ده فیلم برتر سال خود انتخاب کردند.
| جایزه                          | تاریخ برگزاری مراسم            | دسته‌بندی                      | گیرنده (های) و نامزد (های)            | نتیجه                                                                            | Ref.          |
| ------------------------------ | ------------------------------ | ----------------------------- | ------------------------------------- | -------------------------------------------------------------------------------- | ------------- |
| مجله ای‌ای‌آرپی                  | ۶ فوریه ۲۰۱۷                   | بهترین تصویر                  | سکوت                                  | نامزدشده                                                                         | [ ۸ ]         |
| مجله ای‌ای‌آرپی                  | ۶ فوریه ۲۰۱۷                   | بهترین کارگردان               | مارتین اسکورسیزی                      | نامزدشده                                                                         | [ ۸ ]         |
| مجله ای‌ای‌آرپی                  | ۶ فوریه ۲۰۱۷                   | بهترین فیلمنامه‌نویس           | جی کاکس و مارتین اسکورسیزی            | نامزدشده                                                                         | [ ۸ ]         |
| مجله ای‌ای‌آرپی                  | ۶ فوریه ۲۰۱۷                   | بهترین بازیگر نقش مکمل مرد    | ایسه اوگاتا                           | نامزدشده                                                                         | [ ۸ ]         |
| جوایز اسکار                    | هشتاد و نهمین دوره جوایز اسکار | جایزه اسکار بهترین فیلم‌برداری | رودریگو پریتو                         | نامزدشده                                                                         | [ ۶ ] [ ۹ ]   |
| انجمن فیلم‌برداران آمریکا       | ۴ فوریه، ۲۰۱۷                  | بهترین فیلمبرداری             | رودریگو پریتو                         | نامزدشده                                                                         | [ ۱۰ ]        |
| انجمن منتقدان فیلم شیکاگو      | ۱۵ دسامبر، ۲۰۱۶                | بهترین فیلمنامه اقتباسی       | جی کاکس و مارتین اسکورسیزی            | نامزدشده                                                                         | [ ۱۱ ]        |
| انجمن منتقدان فیلم شیکاگو      | ۱۵ دسامبر، ۲۰۱۶                | بهترین بازیگر نقش مکمل مرد    | رودریگو پریتو                         | نامزدشده                                                                         | [ ۱۱ ]        |
| نظرسنجی منتقدان ایندی‌وایر      | ۱۹ دسامبر ۲۰۱۶                 | بهترین کارگردان               | مارتین اسکورسیزی                      | رتبه ۱۰                                                                          | [ ۱۲ ]        |
| حلقه منتقدان فیلم لندن         | ۲۲ ژانویه، ۲۰۱۷                | بهترین بازیگر بریتانیایی      | اندرو گارفیلد (همچنین برای ستیغ هک‌سا) | برنده                                                                            | [ ۱۳ ]        |
| انجمن منتقدان فیلم لس آنجلس    | ۴ دسامبر، ۲۰۱۶                 | بهترین بازیگر نقش مکمل مرد    | ایسی اوگاتا                           | نایب قهرمان                                                                      | [ ۱۴ ]        |
| هیئت ملی بازبینی فیلم          | ۲۹ نوامبر، ۲۰۱۶                | بهترین فیلمنامه اقتباسی       | جی کاکس و مارتین اسکورسیزی            | برنده                                                                            | [ ۵ ]         |
| انجمن ملی منتقدان فیلم         | ۷ ژانویه، ۲۰۱۷                 | بهترین فیلمنامه اقتباسی       | رودریگو پریتو                         | مقام سوم                                                                         | [ ۱۵ ]        |
| حلقه منتقدان فیلم سان‌فرانسیسکو | ۱۱ دسامبر، ۲۰۱۶                | بهترین فیلمبرداری             | رودریگو پریتو                         | نامزدشده                                                                         | [ ۱۶ ] [ ۱۷ ] |
| انجمن جلوه‌های بصری             | ۷ فوریه، ۲۰۱۷                  | جلوه‌های بصری پشتیبانی         |                                       | نامزدشده، برایان بارلتانی، ایوان بوسکتس، خوان ژسوس گارسیا، پابلو هلمن و آر. بروس | [ ۱۸ ]        |